# Dejan Sitar
Dejan Sitar (9 de diciembre de 1979) es un deportista esloveno que compitió en tiro con arco, en la modalidad de arco compuesto.
Ganó dos medallas en el Campeonato Mundial de Tiro con Arco al Aire Libre, en los años 2001 y 2005, seis medallas en el Campeonato Europeo de Tiro con Arco al Aire Libre entre los años 1998 y 2016, y una medalla en el Campeonato Europeo de Tiro con Arco en Sala de 2002.

## Palmarés internacional
| Campeonato Mundial al Aire Libre | Campeonato Mundial al Aire Libre | Campeonato Mundial al Aire Libre | Campeonato Mundial al Aire Libre |
| Año                              | Lugar                            | Medalla                          | Prueba                           |
| -------------------------------- | -------------------------------- | -------------------------------- | -------------------------------- |
| 2001                             | Pekín (China)                    | Medalla de oro                   | Individual                       |
| 2005                             | Madrid (España)                  | Medalla de bronce                | Individual                       |
| Campeonato Europeo al Aire Libre |                                  |                                  |                                  |
| Año                              | Lugar                            | Medalla                          | Prueba                           |
| 1998                             | Boé/Agen (Francia)               | Medalla de plata                 | Individual                       |
| 2000                             | Antalya (Turquía)                | Medalla de oro                   | Equipo                           |
| 2002                             | Oulu (Finlandia)                 | Medalla de plata                 | Equipo                           |
| 2008                             | Vittel (Francia)                 | Medalla de plata                 | Individual                       |
| 2010                             | Rovereto (Italia)                | Medalla de bronce                | Equipo mixto                     |
| 2016                             | Nottingham (Reino Unido)         | Medalla de plata                 | Equipo mixto                     |
| Campeonato Europeo en Sala       |                                  |                                  |                                  |
| Año                              | Lugar                            | Medalla                          | Prueba                           |
| 2002                             | Ankara (Turquía)                 | Medalla de bronce                | Equipo                           |